# 갑장산
갑장산(甲長山, Gapjangsan)은 대한민국 경상북도 상주시 낙동면 승곡리에 있는 산으로 연악이라 부르는 상주의 안산이다. 상주의 삼악(三岳)인 연악(淵岳) 갑장산, 노악(露岳) 노악산 또는 노음산(728.5m), 석악(石岳) 천봉산(天峰山, 436m) 중에 제일인 명산이며 백두대간이 화강암 산지로 솟구친 소백산맥 줄기의 하나다. 고려 충렬왕이 승장사(勝長寺)에서 쉬었다 가며 아름다움이 으뜸이요(甲), 남장·북장·갑장·승장의 사장(四長)을 이룬다는 뜻에서 갑장산으로 불렀다고 한다. 일설에는 백제시대 초기 영남의 제1가람이자 직지사의 말사인 갑장정사란 절의 이름을 본따서 지었다고 전한다. 